# Teoria de nombres

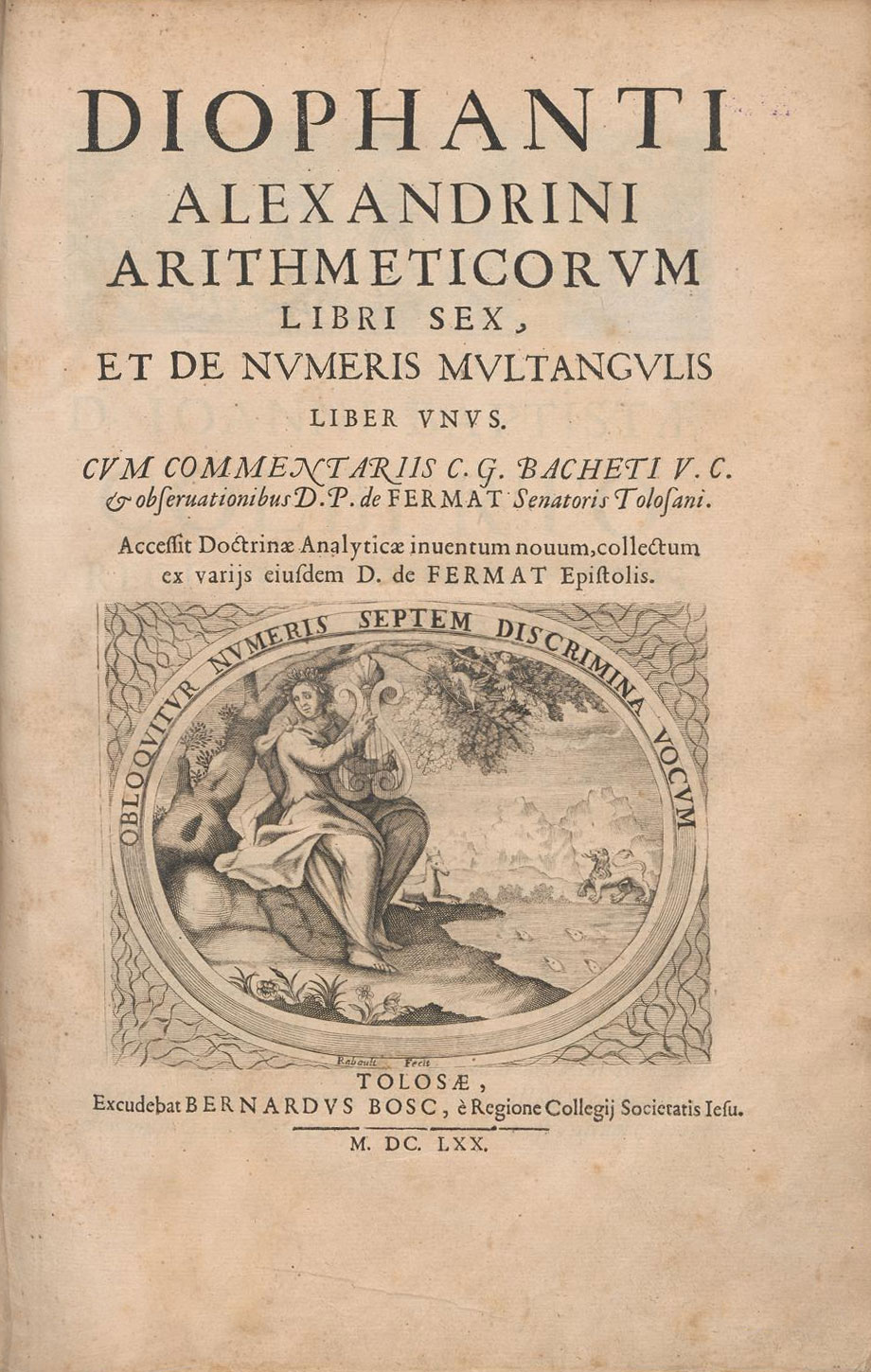
La nostra teoria de nombres deriva de l'antiga aritmètica grega de Diofant d'Alexandria. Portada de l'aritmètica de Diofant traduïda al llatí per Bachet de Méziriac, edició amb comentaris de Pierre de Fermat publicada el 1670.

La teoria de nombres és la branca de les matemàtiques pures que estudia les propietats dels nombres enters i conté una quantitat considerable de problemes que són «fàcils d'entendre per als no matemàtics», però més en general, estudia les propietats dels elements de dominis enters (anells commutatius amb element unitari i element neutre), així com diversos problemes derivats del seu estudi. Segons els mètodes emprats i les preguntes que s'intenten contestar, la teoria de nombres se subdivideix en diverses branques.
La teoria de nombres s'acostumava a denominar aritmètica superior, encara que el terme ha caigut en desús.
Conjectures i teoremes relacionats amb la teoria de nombres: 
- Conjectura de Goldbach sobre si tots els nombres parells (a partir de 4) són la suma de dos nombres primers.
- Conjectura dels nombres primers bessons sobre la infinitat dels anomenats nombres primers bessons.
- Darrer teorema de Fermat (demostrat el 1995 per Andrew Wiles).
- Lema de Thue.
- Hipòtesi de Riemann sobre la distribució dels zeros de la funció zeta de Riemann.

## Història de la teoria de nombres

### Civilització vèdica
Els matemàtics de l'Índia es varen interessar en la recerca de solucions d'enters d'equacions diofàntiques des del període vèdic. L'ús geomètric més antic de les equacions diofàntiques es pot trobar als Sulba Sutras, que varen ser escrits entre el segle viii aC i el segle vi aC. Baudhayana va trobar dos conjunts de solucions enteres positives a un sistema d'equacions diofàntiques, i va utilitzar també els sistemes d'equacions diofàntiques de quatre incògnites. Apastamba (aproximadament, 600 aC) va utilitzar els sistemes d'equacions diofàntiques de cinc incògnites.

### Època jainista
A l'Índia, els matemàtics de l'època jainista van desenvolupar una teoria dels nombres sistemàtica des del segle iv aC fins al segle ii aC. El text Surya Prajinapti (cap al 400 aC) classifica tots els nombres en tres conjunts: numerables, no numerables i infinit. Cadascun d'aquests tres conjunts es dividia més endavant en tres ordres:
| Conjunts     | Definicions                                                                     |
| ------------ | ------------------------------------------------------------------------------- |
| Numerables   | el més baix, intermediari i el més alt                                          |
| No numerable | no numerable proper, verdaderament no numerable i no numerablement no numerable |
| Infinit      | infinit proper, verdaderament infinit, infinitament infinit                     |

Els matemàtics de l'època jainista van ser els primers a descartar la idea que tots els infinits són els mateixos o iguals. Van reconèixer cinc tipus diferents d'infinit: infinit en una o dues direccions (una dimensió), infinit en superfície (dues dimensions), infinit arreu (tres dimensions), i infinit perpètuament (en un nombre infinit de dimensions).
El nombre numerable més alt N de les obres jainistes correspon al concepte modern d'aleph zero {\displaystyle \aleph _{0}} (el nombre cardinal del conjunt infinit dels enters 1, 2...), el nombre transfinit cardinal més petit. Els matemàtics d'aquesta època varen definir també un sistema complet de nombres cardinals transfinits, en el qual el nostre {\displaystyle \aleph _{0}} és el més petit.
En el treball sobre la teoria de conjunts, es distingeixen dos tipus de nombres transfinits de base. Per raons a la vegada físiques i ontològiques, es va fer una distinció entre asmkhyata i ananata, entre infinit rígidament vinculat i infinit pobrament vinculat.

### Civilització grega
La teoria dels nombres va ser un estudi favorit entre els matemàtics grecs d'Alexandria, Egipte, a partir del segle iii aC, que van tenir consciència del concepte d'equació diofàntica en nombrosos casos particulars. El primer matemàtic hel·lè a estudiar aquestes equacions va ser Diofant d'Alexandria.
Diofant també va cercar un mètode per trobar les solucions enteres per a les equacions indeterminades lineals, equacions per a les quals falta informació suficient per a produir un conjunt únic de respostes discretes. L'equació {\displaystyle x+hi=5\,} és d'aquesta mena. Diofant va descobrir que moltes equacions indeterminades es poden transformar en una forma en què una certa categoria de solucions és coneguda mentre que una solució específica no ho és.

### L'època clàssica a l'Índia
Les equacions diofàntiques van ser estudiades de manera intensiva pels matemàtics indis del període medieval, que van ser els primers a buscar sistemàticament mètodes per a la determinació de solucions enteres d'equacions diofàntiques. Aryabhata (el 499) va donar la primera descripció explícita de la solució entera general de l'equació diofàntica lineal {\displaystyle ay+bx=c\,}, que apareix en el seu text Aryabhatiya. Aquest algorisme kuttaka és considerat com una de les contribucions més significatives d'Aryabhata en matemàtiques pures, que va trobar les solucions d'equacions diofàntiques en termes de fraccions contínues. La tècnica va ser aplicada per Aryabhata per donar les solucions enteres d'un sistema d'equacions diofàntiques lineals, un problema amb importants aplicacions en astronomia. Va trobar també la solució general de l'equació lineal indeterminada utilitzant aquest mètode.
Brahmagupta, el 628, va manipular les equacions diofàntiques més difícils. Va utilitzar el mètode chakravala per a resoldre les equacions diofàntiques quadràtiques, incloent-hi formes de l'equació de Pell-Fermat, tal com {\displaystyle 61x^{2}+1=y^{2}\,}. El seu Brahmasphutasiddhanta va ser traduït a l'àrab el 773 i va ser traduït més tard a llatí, el 1126. L'equació {\displaystyle 61x^{2}+1=y^{2}\,} va ser més tard posada com un problema el 1657 pel matemàtic francès Pierre de Fermat. La solució general d'aquesta forma particular d'equació de Pell-Fermat va ser trobada més de 70 anys més tard per Leonhard Euler, mentre que la solució general de l'equació de Pell-Fermat va ser trobada més de 100 anys més tard per Joseph Louis Lagrange, el 1767. Molts segles abans, la solució general de l'equació de Pell-Fermat havia sigut escrita per Bhaskara II el 1150, utilitzant una versió modificada del mètode chakravala de Brahmagupta, que va utilitzar també per trobar la solució general d'altres equacions quadràtiques intermediàries indeterminades i de les equacions diofàntiques quadràtiques. El mètode chakravala de Bhaskara per a trobar la solució general de l'equació de Pell-Fermat era més senzill que el mètode utilitzat per Lagrange 600 anys més tard.
Bhaskara va trobar també solucions per a altres equacions indeterminades quadràtiques, cúbiques, quàrtica i de les equacions polinòmiques de grau més elevat. Narayana Pandit va perfeccionar encara el mètode chakravala i va trobar més solucions generals per a les altres indeterminades quadràtiques, així com per a les equacions polinòmiques de grau més elevat.

### La civilització islàmica
A partir del segle ix, els matemàtics islàmics van tenir un viu interès en la teoria de nombres. El primer d'aquests matemàtics àrabs va ser Thàbit ibn Qurra, que va descobrir un teorema que permetia trobar parells de nombres amics, és a dir, dos nombres que són cadascun la suma dels divisors propis de l'altre.
Al segle x, Al-Baghdadí va descobrir una lleugera variant del teorema de Thàbit ibn Qurra. Ibn al-Hàytham sembla haver estat el primer a intentar classificar tots els nombres perfectes parells (nombres iguals a la suma dels seus divisors propis), com els de la forma {\displaystyle 2^{k-1}(2^{k}-1)\,} en què {\displaystyle 2^{k}-1\,} és primer. Al-Hàytham és també la primera persona a haver establert el teorema de Wilson, concretament que si p és primer llavors {\displaystyle 1+(p-1)!\,} és divisible entre {\displaystyle p\,}. No és clar si sabia com demostrar aquest resultat. Aquest teorema porta el nom de teorema de Wilson a causa d'un comentari fet per Edward Waring el 1770, segons el qual John Wilson havia observat el resultat. John Wilson indica a Waring que no sap demostrar aquest resultat, Waring no en troba tampoc cap prova. Tanmateix, la primera demostració coneguda prové de Leibniz, que no jutja útil de publicar-la, i Euler en va publicar una prova.
Els nombres amics han jugat un gran paper en les matemàtiques islàmiques. Al segle xiii, el matemàtic persa Kamal al-Din al-Farisí va donar una nova demostració del teorema de Thàbit ibn Qurra, introduint noves idees en relació amb la descomposició i els mètodes combinatoris. Va donar també el parell de nombres amics 17.296, 18.416, que han estat atribuïts a Euler, però se sap que eren coneguts abans d'Al-Farisí, potser fins i tot per Thàbit ibn Qurra mateix.
Al segle xvii, Muhàmmad Baqir Yazdi va donar el parell de nombres amics 9.363.584 i 9.437.056 força abans de la contribució d'Euler.

### Inicis de la teoria de nombres a Europa
La teoria dels nombres a Europa comença als segles xvi i xvii, amb els treballs de Viète, Bachet de Méziriac, i sobretot Fermat. Al segle xviii, Euler i Lagrange van contribuir a la teoria; cap a la fi del segle, el tema comença a prendre una forma científica amb els grans treballs de Legendre (1798) i Gauss (1801). Amb aquest últim i la seva obra, les Disquisitiones arithmeticae (1801), es pot dir que comença la teoria moderna de nombres.
Txebixov (1850) va donar els límits, molt utilitzats, sobre la quantitat de nombres primers entre dos nombres donats. Riemann (1859) va conjecturar que el límit de la densitat dels nombres primers no excedeix una funció donada (el teorema dels nombres primers); va introduir l'anàlisi complexa en la teoria de la funció ζ de Riemann, i en va deduir la fórmula dels nombres primers a partir dels seus zeros.
L'aritmètica modular va començar realment amb els Disquisitiones arithmeticae de Gauss. Va introduir el simbolisme següent:
{\displaystyle a\equiv b{\pmod {c}}\;}
i va explorar la major part d'aquesta àrea. Generalitza la teoria a altres anells d'enters i descobreix el primer conjunt d'enters algebraics: els enters de Gauss. Txebixov va publicar el 1847 un treball en rus sobre el tema. Serret el va popularitzar.
Al costat del treball resumit anteriorment, Legendre estableix els primers casos d'aplicació de la llei de reciprocitat quadràtica. Aquesta llei, descoberta per inducció i enunciada per Euler, la va demostrar primer Legendre en la seva Teoria de nombres (1798) per a casos excepcionals. Independentment d'Euler i Legendre, Gauss va descobrir la llei cap al 1795, i va ser el primer a donar-ne una prova general. A la matèria també hi varen contribuir: Cauchy; Dirichlet, el seu Vorlesungen Über Zahlentheorie és un clàssic; Jacobi, que va introduir el símbol de Jacobi; Liouville, Eisenstein, Kummer, i Kronecker. La teoria es va estendre per incloure la reciprocitat biquadràtica i cúbica (Gauss, Jacobi, que va ser el primer a demostrar la llei de reciprocitat cúbica, i Kummer).
Es deu també a Gauss la representació dels nombres per formes quadràtiques binàries. Cauchy, Poinsot (1845), Lebesgue (1859, 1868), i de manera notable Hermite han contribuït pel que fa a això. En la teoria de les formes ternàries, Eisenstein ha estat un cap de fila, i gràcies a ell i també a H. J. S. Smith, es deu un avenç destacable en la teoria de les formes en general. Smith va donar una classificació completa de les formes quadràtiques ternàries, i va estendre les investigacions de Gauss en relació amb les formes quadràtiques reals cap a les formes complexes. Les investigacions en relació amb la representació dels nombres per la suma de 4, 5, 6, 7, 8 quadrats van ser aprofundides per Eisenstein i la teoria va ser completada per Smith.
En la història de la teoria dels nombres, l'últim teorema de Fermat té un paper a part, sobre la base dels esforços considerables, estesos sobre més de tres-cents anys, dels matemàtics del món sencer per aportar-ne la demostració (o la refutació). Aquest teorema afirma que per a n > 2, no existeixen enters no nuls x, y i z que verifiquen:
{\displaystyle x^{n}+y^{n}=z^{n}\,\!}.
Pierre de Fermat mateix en va aportar la prova en el cas particular n = 4. Euler, el 1753, ho va demostrar gairebé per a n = 3, introduint en la seva prova els nombres imaginaris. El 1825, Dirichlet i Legendre demostren el cas n = 5, utilitzant un sortint decisiu de Sophie Germànic (cf. demostracions de l'últim teorema de Fermat). Lamé resol el cas n = 7 el 1839. Aquests diferents casos són resolts amb l'ajuda de l'estructura d'anell euclidià; de la mateixa naturalesa que els enters de Gauss, són els anells d'enters d'Eisenstein i d'enters de Dirichlet. Kummer, el 1847, prova el teorema quan l'exponent no és un nombre primer regular, i obre la teoria d'ideals. Al final del segle xix i al començament del segle xx, els matemàtics abandonen el gran teorema de Fermat per consagrar-se als fonaments matemàtics. El 1955, el japonès Yutaka Taniyama emet la hipòtesi d'una relació profunda entre les corbes el·líptiques racionals i les formes modulars, dos àmbits a priori molt allunyats de les matemàtiques. Ribet, provant una conjectura de Serre, mostra que aquesta conjectura de Shimura-Taniyama-Weil té com a conseqüència el gran teorema de Fermat. És Andrew Wiles que provarà una porció suficient d'aquesta conjectura el 1994, amb l'ajuda de Ricard Taylor, i aportarà una resposta definitiva al cèlebre problema.

## Branques de la teoria de nombres

### La teoria elemental de nombres
En aquest àmbit, els enters s'estudien sense utilitzar tècniques d'altres àmbits de les matemàtiques. Les qüestions de divisibilitat, l'algorisme d'Euclides per a calcular el màxim comú divisor, la factorització dels enters en nombres primers, la recerca dels nombres perfectes i congruències pertanyen a aquest àmbit. Les afirmacions típiques són el petit teorema de Fermat i el teorema d'Euler, i per extensió el teorema xinès del residu i la llei de reciprocitat quadràtica. Les propietats de les funcions multiplicatives com la funció de Möbius i la funció φ d'Euler s'hi estudien; així com les successions d'enters com les factorials i els nombres de Fibonacci.
Moltes qüestions de teoria elemental de nombres pareixen senzilles però requereixen consideracions molt profundes i nous enfocaments, tals com els exemples següents: 
- La conjectura de Goldbach en relació amb l'expressió dels nombres parells com a suma de dos nombres primers,
- La conjectura dels nombres primers bessons a propòsit de la infinitat dels parells de nombres primers consecutius, i
- La conjectura de Siracusa amb relació a una senzilla iteració.

La teoria de les equacions diofàntiques, fins i tot, ha estat presentada com a indecidible.

### La teoria analítica dels nombres
La teoria analítica dels nombres empra les eines del càlcul infinitesimal i de l'anàlisi complexa per a tractar les qüestions sobre els enters. En són exemples el teorema dels nombres primers i la hipòtesi de Riemann, que hi està relacionada. El problema de Waring (és a dir: per a un nombre donat, és la suma de quadrats, de cubs, etcètera.), la conjectura dels nombres primers bessons (trobar una infinitat de parells de nombres primers la diferència entre els quals és 2) i la conjectura de Goldbach (escriure els enters parells com a suma de dos nombres primers) s'ataquen amb èxit amb els mètodes d'anàlisi. Les demostracions de la transcendència de les constants matemàtiques, com π o e, també es classifiquen com formant part de la teoria analítica dels nombres. Mentre que els resultats a propòsit dels nombres transcendents sembla que es treuen de l'estudi dels enters, estudien realment els valors possibles de polinomis de coeficients enters avaluats a, diguem, e; també estan connectats fermament amb el camp de l'aproximació diofàntica, que investiga «de quina manera correcta» un nombre real donat es pot aproximar per un nombre racional.

### La teoria de nombres algebraics
En la teoria de nombres algebraics, el concepte de nombre s'estén als nombres algebraics que són les arrels dels polinomis amb coeficients racionals. Aquests dominis contenen elements anàlegs als enters, coneguts sota el nom d'enters algebraics.
La teoria de nombres algebraics estudia les propietats algebraiques i els objectes algebraics d'interès en teoria de nombres (per tant, la teoria de nombres analítica i l'algebraica poden tenir punts en comú: la primera en termes dels mètodes d'estudi, la segona en termes dels objectes en si). Un aspecte clau és el dels nombres algebraics, que són una generalització dels nombres racionals. Breument, un nombre algebraic és un nombre complex que és solució d'alguna equació polinomial {\displaystyle \scriptstyle f(x)=0} a coeficients racionals; per exemple, tota solució {\displaystyle x} de {\displaystyle \scriptstyle x^{5}+(11/2)x^{3}-7x^{2}+9=0} (per exemple) és un nombre algebraic. Els cossos de nombres algebraics també s'anomenen cossos de nombres algebraics, o simplement cossos de nombres.
Hom pot argumentar que el tipus més senzill de cossos de nombres (és a dir, cossos quadràtics) ja foren estudiats per Gauss, ja que la discussió de les formes quadràtiques en l'obra Disquisitiones arithmeticae pot ser reformulada en termes d'ideals i normes en cossos quadràtics. (Un cos quadràtic consisteix en tots els nombres de la forma {\displaystyle \scriptstyle a+b{\sqrt {d}}}, en què {\displaystyle a} i {\displaystyle b} són nombres racionals, i {\displaystyle d} és un nombre racional fixat, l'arrel quadrada del qual no és racional.) En relació amb això, el mètode chakravala del segle xi proveeix un algorisme per trobar les unitats d'un cos quadràtic real. Tot i això, ni Bhāskara ni Gauss coneixien exemples d'aquest tipus de cossos de nombres.
Les virtuts de les eines utilitzades -teoria de Galois, cos cohomologic, teoria dels cossos de classes, representació dels grups i les funcions L- són tals que permeten trobar un ordre parcial per a aquestes noves classes de nombres.
Moltes qüestions teòriques sobre els nombres s'aborden amb èxit amb el seu estudi mòdul p per a tots els nombres primers p.
Això porta a la construcció dels nombres p-àdics; aquest camp d'estudi s'anomena anàlisi local i resulta de la teoria de nombres algebraics.
Les bases d'aquest concepte tal com el coneixem avui en dia van ser cimentades al final del segle xix, quan es van desenvolupar els nombres ideals, la teoria d'ideals i la teoria de la valoració; aquestes tres són formes complementàries de tractar la falta de factorització única en cossos algebraics. (Per exemple, en el cos generat pels racionals i {\displaystyle \scriptstyle {\sqrt {-5}}}, el nombre {\displaystyle 6} es pot factoritzar com a {\displaystyle \scriptstyle 6=2\cdot 3} i com a {\displaystyle \scriptstyle 6=(1+{\sqrt {-5}})(1-{\sqrt {-5}})}; tant {\displaystyle 2} com {\displaystyle 3}, {\displaystyle \scriptstyle 1+{\sqrt {-5}}} i
{\displaystyle \scriptstyle 1-{\sqrt {-5}}}
són irreductibles, i per tant, anàlegs als nombres primers en el context dels enters.) L'impuls inicial pel desenvolupament dels nombres ideals (iniciat per Kummer) sembla provenir de l'estudi de lleis d'alta reciprocitat,és a dir, generalitzacions de la llei de reciprocitat quadràtica.
Sovint, s'estudien els cossos de nombres com a extensions de cossos més petits: un cos L és una extensió d'un cos K si L conté K. (Per exemple, els nombres complexos ℂ són una extensió dels nombres reals ℝ, i aquests són una extensió dels racionals ℚ).
La classificació de les possibles extensions d'un cos determinat acostuma a ser difícil i, de fet, és un problema parcialment obert. Les extensions abelianes -és a dir, extensions L de K tals que el grup de Galois

Gal(L/K) de L sobre K és un grup abelià- són ben conegudes i estudiades.
Aquesta classificació fou l'objecte del programa de la teoria de cossos de classes, que va ser iniciada a finals del segle xix (en part, per Kronecker i Eisenstein) i àmpliament desenvolupada als anys 1900—1950.
Un exemple d'àrea activa en la investigació de la teoria algebraica de nombres és la teoria d'Iwasawa. El programa Langlands, un dels principals plans actuals a gran escala d'investigació matemàtica, de vegades es descriu com un intent de generalitzar la teoria de cossos de classes a les extensions no abelianes de cossos de nombres.

### Teoria geomètrica de nombres
Tradicionalment anomenada geometria dels nombres, la teoria geomètrica de nombres incorpora totes les formes de la geometria. Comença amb el teorema de Minkowski a propòsit de xarxes de punts (enreixat) en els conjunts convexos i investiga sobre els apilaments compactes. La geometria algebraica, i especialment la teoria de les corbes el·líptiques, també poden ser utilitzades. El cèlebre darrer teorema de Fermat va ser demostrat amb aquestes tècniques.

### Teoria combinatòria de nombres
La teoria combinatòria de nombres s'ocupa dels problemes de teoria de nombres que impliquen idees combinatòries en les seves formulacions o les seves solucions. Paul Erdős és el principal fundador d'aquesta branca de la teoria de nombres. Els temes característics inclouen el sistema de cobertura, els problemes a suma zero, diverses sumes de conjunts restringides i les progressions aritmètiques en el conjunt dels enters. Els mètodes algebraics o analítics són potents en aquest camp d'estudi.

### Geometria diofàntica
El problema central de la geometria diofàntica és determinar quan una equació diofàntica té solucions, i si en té, quantes. Hom encara aquest problema com un objecte geomètric.
Per exemple, una equació en dues variables defineix una corba al pla. Més generalment, una equació, o sistema d'equacions, en dues o més variables, defineix una corba, una superfície o un altre objecte similar en l'espai n-dimensional. En geometria diofàntica, hom es pot preguntar si existeixen punts racionals (punts les coordenades dels quals són totes racionals) o punts integrals (punts les coordenades dels quals són totes enteres) en la corba o la superfície. Si existeixen tals punts, el següent pas és preguntar-se quants n'hi ha i com estan distribuïts. Una pregunta fonamental sobre aquesta qüestió és: hi ha un nombre finit o infinit de punts racionals en una corba (o superfície) donada? I punts integrals?
Il·lustrem-ho amb un exemple. Considerem l'equació de Pitàgores {\displaystyle x^{2}+y^{2}=1};
volem estudiar-ne les solucions racionals, és a dir, les solucions {\displaystyle (x,y)} tals que x i y són ambdues racionals. Això és el mateix que buscar les solucions enteres de {\displaystyle a^{2}+b^{2}=c^{2}}; qualsevol solució d'aquesta última ens dona una solució {\displaystyle x=a/c}, {\displaystyle y=b/c} de la primera. Equivalentment, podem buscar tots els punts amb coordenades racionals de la corba descrita per {\displaystyle x^{2}+y^{2}=1}. (Aquesta corba resulta que és una circumferència de radi 1 al voltant de l'origen.)

Dos exemples d'una corba el·líptica, és a dir, una corba de grau 1 que tenen almenys un punt racional. Cada figura pot interpretar-se com una secció d'un tor en l'espai de 4 dimensions.)

El fet de reformular qüestions sobre equacions en termes de punts sobre corbes resulta ser molt útil. La finitud o no del nombre de punts racionals o enters en una corba algebraica —és a dir, solucions racionals o enteres d'una equació {\displaystyle f(x,y)=0}, on {\displaystyle f} és un polinomi en dues variables— resulta que depèn de manera crucial en el grau de la corba. Hom pot definir el grau de la manera següent: suposem que les variables de {\displaystyle f(x,y)=0} són nombres complexos; aleshores {\displaystyle f(x,y)=0} defineix una superfície bidimensional en l'espai (projectiu) de dimensió 4 (perquè dues variables complexes poden ser vistes com quatre variables reals, és a dir, quatre dimensions). Comptem el nombre de forats de la superfície; això resulta ser el grau de {\displaystyle f(x,y)=0}.
Existeix també l'àrea de les aproximacions diofàntiques: donat un nombre {\displaystyle x}, com se'n pot obtenir un càlcul aproximat per racionals? (Busquem bones aproximacions amb relació a la quantitat d'espai que es necessita per escriure el racional: sigui {\displaystyle a/q} (amb {\displaystyle \operatorname {mcd} (a,q)=1}) una bona aproximació a {\displaystyle x} si {\displaystyle \scriptstyle |x-a/q|<{\frac {1}{q^{c}}}}, en què {\displaystyle c} és prou gran.) La qüestió és d'especial interès si {\displaystyle x} és un nombre algebraic. Si {\displaystyle x} no es pot aproximar de manera satisfactòria, llavors algunes equacions no tenen solucions racionals ni enteres. És més, molts conceptes (com ara l'altura) resulten ser crucials tant en geometria diofàntica com en l'estudi d'aproximacions diofàntiques. Aquesta qüestió és d'especial interès en la teoria de la transcendència: si podem aproximar-nos a un nombre millor que qualsevol nombre algebraic, llavors és un nombre transcendent. Aquest argument ha servit per a demostrar que π i e són transcendents.
La geometria diofàntica no s'ha de confondre amb la geometria de nombres, que és una col·lecció de mètodes gràfics per a intentar respondre certes qüestions de la teoria de nombres algebraics. Geometria aritmètica, per altra banda, és un terme contemporani que tracta molts dels temes de la geometria diofàntica. El terme geometria aritmètica se sol emprar quan es vol emfasitzar les connexions entre la geometria algebraica moderna (com per exemple en el teorema de Faltings) en comptes de les tècniques d'aproximació diofàntica.